# Helmut Marquardt
Helmut Marquardt (* 20. Dezember 1937 in Wachbach) ist ein deutscher Rechtswissenschaftler.

## Leben
Marquardt wurde 1937 in Wachbach, einem Stadtteil von Bad Mergentheim, geboren. Nach der Promotion in Kiel 1970 war er ab 1973 Professor für Kriminologie an der Universität Bonn. Er gilt als namhafter Vertreter seines Fachs. Unter seiner Ägide erschienen von 1993 bis 2002 sieben Dissertationen in der monographischen Reihe Umwelt, Kriminalität, Recht, die sich mit den Themen Umweltstrafsachen, Jugend und Rechtsextremismus in Ostdeutschland, Rasterfahndung, Fremdenfeindliche Brandanschläge, Strafvollzug in den neuen Bundesländern, Untersuchungshaft bei jungen Ausländern und Kriminalprävention befassten. In der öffentlichen Diskussion zu gewalttätigen Jugendlichen plädierte er für mehr Gelassenheit und gegen Verschärfungen des Strafrechts. Marquardt wurde Ende Februar 2003 emeritiert.

## Schriften (Auswahl)
- Dogmatische und kriminologische Aspekte des Vikariierens von Strafe und Maßregel. Eine Untersuchung auf der Grundlage des § 67 StGB in der Fassung des Zweiten Gesetzes zur Reform des Strafrechts (2. StrRG) vom 4. Juli 1969. Berlin 1972, ISBN 3-428-02651-9.
- mit Peter Hanau und Günther Kaiser: Hilde Kaufmann (1920–1981). Zum Gedächtnis. Reden anläßlich der Akademischen Trauerfeier für Frau Professor Dr. Hilde Kaufmann am 25. Juni 1981. Krefeld 1981, ISBN 3-7948-0199-7.
- mit Hans Friedhelm Gaul und Dieter Schwab: In memoriam Friedrich Wilhelm Bosch. Reden, gehalten am 2.12.2000 anläßlich der Akademischen Gedenkfeier der Juristischen Fakultät der Rheinischen Friedrich-Wilhelms-Universität Bonn. Bonn 2001, ISBN 3-416-02980-1.